# Tiếng Waimajã
Tiếng Waimajã (Waimaha), hay Bará hoặc (Bắc) Barasano, là một ngôn ngữ Tucano của Colombia và Brazil. Tính đến năm 1971, những người nói ngôn ngữ này thường sống dọc các sông ở Colombia, bao gồm Colorado, Yapu, Inambu, Macucu, và Tiquie.